# David Firnenburg
David Firnenburg (Hannover, 28 de mayo de 1995) es un deportista alemán que compite en escalada. Ganó una medalla de bronce en el Campeonato Mundial de Escalada de 2016, en la clasificación combinada.

## Palmarés internacional
| Campeonato Mundial | Campeonato Mundial | Campeonato Mundial | Campeonato Mundial |
| Año                | Lugar              | Medalla            | Prueba             |
| ------------------ | ------------------ | ------------------ | ------------------ |
| 2016               | París (Francia)    | Medalla de bronce  | Combinada          |